# Jin'an, Fuzhou
Jin'an är ett stadsdistrikt i provinshuvudstaden Fuzhou i provinsen Fujian i sydöstra Kina.  
Jin'an är indelat i tre stadsdelsdistrikt, fyra köpingar och två socknar.
Stadsdelsdistrikt (jiedao):

- Chayuan (茶园街道)
- Wangzhuang (王庄街道)
- Xiangyuan (象园街道)

Köpingar (zhen):

- Gushan (鼓山镇)
- Huanxi (宦溪镇)
- Xindian (新店镇)
- Yuefeng (岳峰镇)

Socknar (xiang):

- Rixi (日溪乡)
- Shoushan (寿山乡)